# 河上イチロー
河上 イチロー（かわかみ いちろう）は日本のウェブサイト運営者。別のペンネームに松永 英明（まつなが ひであき）がある。
自称「サイバーエージェント」。1996年から2000年にかけてNシステムを暴露するサイトなどで活動し、河上が運営していた告発系サイトは一時インターネット空間からマスコミに至るまで大きな影響を及ぼした。

## 人物
1996年6月、河上は個人サイト「STOP!STOP!破壊活動防止法」と「MassComMix（マスコミをこえたいインタミニメディア）」を開設しネット上に登場した。河上の名を世に知らしめたのは98年2月に開設した「紀宮清子内親王殿下の御座所」と3月に開設した「Nシステム全国マップ」であった。「紀宮清子内親王殿下の御座所」は日本で初の皇室関連サイトでありなおかつそれが個人サイトであったことから、多くのスポーツ新聞や週刊誌に取り上げられることとなった。また「Nシステム全国マップ」に掲載されたNシステム所在地の詳細情報に関する記事が共同通信により配信され、朝日新聞が社会面トップで伝えたことから多くの人にこのサイトが知られることとなった。
河上は2000年10月以降インターネット上から姿を消した。上祐史浩がデア・アングリフを「このサイトはなんなの? やってる意味がわからない」と評したことによるものだった。
2007年には、『ワールド・インテリジェンス』vol.8（『軍事研究』2007年9月号別冊）にて、情報収集方法等に関するインタビュー記事が掲載されている。その中で、軍事・諜報分野への復帰について現在考えていないことを表明している。
のちに「松永英明」にペンネームを変更し、ブロガー、紙媒体のライターとして活動。しかし、こちらも2013年4月以降インターネット上から姿を消している。2019年には石丸元章による企画「危ない平成史」での対談に応じている。
警視庁などによるサイバー・ウォッチ・ネットワーク(CWN)の取り組みへの言論の自由の観点からの反対を表明している。かつてオウム真理教の出家信者であったことが明らかにされている。ホーリーネームは「カーマ・アニッチャ・パンニャッタ・パンニャーヤ・ムッタ・デーヴァ」。
松本恭幸は、河上の二つの著書『サイバースペースからの挑戦状』『サイバースペースからの攻撃』を読んでインターネット上のアンダーグラウンドな世界を知った者は少なくないとしている。
ブロガーのきっこの正体が河上であるという、野田敬生による記事が週刊誌に掲載されたことがあるが、上記の石丸との対談記事内にて明確に否定している。

### 「河上イチロー＝CIAのスパイ」事件
1998年、神戸連続児童殺傷事件についてCIAによる謀略であるという説（権力謀略論）を唱えていた新左翼組織の日本革命的共産主義者同盟革命的マルクス主義派（革マル派）は機関紙上で、関連団体である「神戸事件の真相を究明する会」に送られてきたメールを根拠として、酒鬼薔薇聖斗の正体は河上であり、河上は「珍妙な日本語を操り、日本人でない」、またCIAのスパイであると主張し河上を糾弾した。なお、革マル派は事件発生直後の1997年6月時点ですでに「神戸事件はCIAが日本支部を作るための策動であり、その為にCIAの手先として河上が動いていた」という内容の記者会見を開いたが、記者からは失笑される有様で結局どのメディアも取り上げなかった。この主張についてはインターネット上でも否定された。革マル派はこの件について一切コメントを出すことはなかったが、河上に抗議のメールを送るなどしたとされる。

## 運営していたウェブサイト
- Der Agriff デア・アングリッフ - 総合目次[12]
- デア・アングリッフ - 日記サイト[12]
- 満鐵調査部 - 過激派・諜報組織関連[12]
- アレオパジティカ - Nシステム、破防法、神戸事件関連など[12]
- アレクサンドリア図書館 - 「紀宮清子内親王の御座所」、オウム真理教関連など[12]
- 愛國義勇軍参謀本部 - 軍事関連[12]
- アジアンアルカディア - 掲示板サイト[12]

このほか、エシュロン関連の英語文献の邦訳を掲載するページを運営していた

## 著書
- 『サイバースペースからの挑戦状』1998年、雷韻書房[5]
- 『サイバースペースからの攻撃』1999年、雷韻書房[5]

このほか、ゲームラボ、危ない28号などに寄稿。